# Soganaclia roedereri
Soganaclia roedereri là một loài bướm đêm thuộc phân họ Arctiinae, họ Erebidae.